# Что? (фильм)
«Что?» (итал. Che?) — абсурдистская кинокомедия Роман Полански 1972 года  с Марчелло Мастроянни в главной роли. Фильм, в значительной степени сымпровизированный съёмочной группой, был снят на острове Капри, на вилле продюсера Карло Понти.

## Сюжет
Молодая американка по имени Нэнси путешествует по миру в поисках впечатлений, тщательно записываемых в дневник. Во время поездки по Италии трое подвозивших её парней пытаются её изнасиловать, однако ей удаётся от них улизнуть. Так она попадает в пансион некоего господина Нобларта, наполненный странными людьми: тут и бывший сводник-мазохист, и нудистка, и сумасшедший священник, и другие полусумасшедшие персонажи, включая самого хозяина особняка, смерти которого все дожидаются.

## В ролях
- Марчелло Мастроянни — Алекс
- Сидни Ром — Нэнси
- Хью Гриффит — Джозеф Нобларт
- Гвидо Альберти — священник
- Джанфранко Пьячентини — Тони
- Элизабет Уитт — сиделка
- Джон Карлсен — Эдвард
- Ромоло Валли — Джованни
- Роджер Миддлтон — Джимми
- Роман Полански — Москито (эпизод)

## Критика
Фильм не принято относить к числу режиссёрских удач Полански. Джон Саймон из National Review описал «Что?» как «чудовищное фиаско».